# Золотас, Ксенофон
Ксенофон Золотас (греч. Ξενοφών Ζολώτας, 26 марта 1904, Афины — 10 июня 2004, Афины) — греческий экономист, председатель Банка Греции, временно исполнял обязанности премьер-министра Греции.

## Биография
Ксенофон Золотас родился в Афинах в 1904 году. Происходил из состоятельной семьи ювелиров, корни которой достигали дореволюционной России. Изучал экономику в Афинском университете, а затем учился в Лейпциге и Париже. В 1928 стал профессором экономики в Афинском университете, занимал эту должность до 1968 года, когда ушел в отставку в знак протеста против военного режима «черных полковников», которые пришли к власти в 1967 году. Он был членом совета директоров UNRRA в 1946 году и занимал руководящие должности в Международном валютном фонде и других международных организациях в период с 1946 по 1981 год.
Ксенофон Золотас служил управляющим Центрального банка Греции в 1944—1945 годах, 1955—1967 (когда он ушел в отставку в знак протеста против режима), и 1974—1981 годах. Он опубликовал много работ по греческой и международной экономической тематике. Он считался сторонником умеренной экономической политики, сторонником финансового консерватизма и валютной стабильности. Золотас известен также своими речами на английском языке, которыми демонстрировал вклад греческого в английский лексикон, используя только слова греческого происхождения. 
На выборах в ноябре 1989 года ни ПАСОК во главе с Андреасом Папандреу, ни Новая демократия Константиноса Мицотакиса не получила большинства. В этой ситуации Ксенофон Золотас, в возрасте 85 лет, согласился возглавить правительство национального единства (НД + ПАСОК + Синаспизмос), пока не были проведены новые выборы. Он ушел в отставку, когда на выборах в апреле 1990 года Константинос Мицотакис получил незначительное большинство голосов.
Ксенофон Золотас всю жизнь был трудоголиком и практиковал зимнее плавание, даже достигнув девяностолетнего возраста. Умер в Афинах в возрасте 100 лет.
Его книга Economic Growth and Declining Social Welfare выдвигает идею, что современный экономический рост сопровождается все большим производством лишних, бесполезных и даже дискомфортных вещей, к таким он относил в частности рекламу. По этой причине современное экономическое развитие не может вообще рассматриваться как процесс создания условий для дальнейшего человеческого счастья. Этот тезис согласуется с идеями таких авторов, как Ричард Истерлин или Герман Дэйли.

## Факты
- Является самым долгоживущим руководителем не только Греции, но и Балканского полуострова.
- Входит в число двадцати ранее действующих руководителей глав государств и правительств мира проживших более ста лет.